# 味澤将宏
味澤 将宏（あじさわ まさひろ）は、日本の実業家。フェイスブック日本法人代表取締役。

## 人物・経歴
福島県福島市出身。福島県立福島高等学校を経て、1994年立命館大学経営学部卒業。西オーストラリア大学経営学修士。2000年オグルヴィ・アンド・メイザー・ジャパン入社。2008年日本マイクロソフト入社。2012年ツイッタージャパンセールスディレクター。2015年ツイッタージャパン日本・東アジア地域事業開発担当本部長。2016年ツイッタージャパン上級執行役員広告事業担当本部長兼日本・東アジア事業開発本部長。2020年フェイスブックジャパン代表取締役。同年吉村洋文大阪府知事との間で、包括連携協定を締結。